# Samantha Larson
Pas d'image ? Cliquez ici
Sept sommets
Samantha Larson, née le 7 octobre 1988 à Long Beach, est une alpiniste américaine. Elle devient en 2007, à l'âge de 18 ans, la plus jeune personne à avoir escaladé l'Everest et la liste des sept sommets de Richard Bass.